# Eberstädter Friedhof

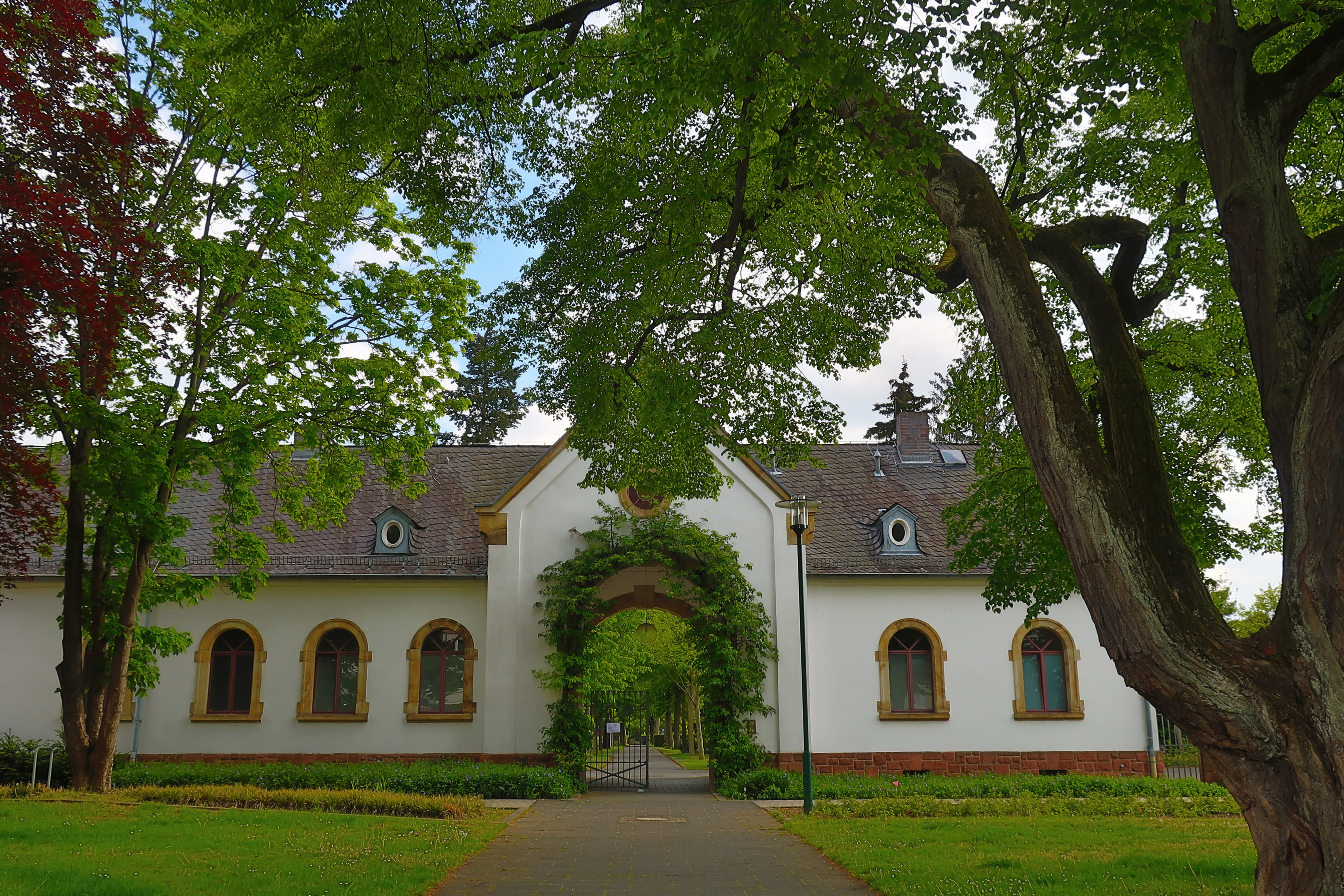
Eingang des Eberstädter Friedhofs

Der Eberstädter Friedhof ist ein Friedhof in Darmstadt-Eberstadt.

## Geschichte und Beschreibung
Um das Jahr 1835 wurde im Süden von Eberstadt der Eberstädter Friedhof angelegt.
Der älteste Teil des Friedhofs wurde als Rechteck angelegt.
An der Nordwestecke wurde im 19. Jahrhundert ein Gebäude mit Torbogen erbaut. Dieses Gebäude diente damals als Leichenhaus und Aufseherhaus. Der Torbogen bildet den alten Haupteingang.
Im Jahre 1982 wurde an der Nordostecke eine neue Trauerhalle im Stil der Moderne fertiggestellt.
Diese fällt durch ihr weit heruntergezogenes Blechdach auf.
Im Anschluss an die neue Trauerhalle entstand ein neuer zweiter Haupteingang, der auch als Vorplatz zur Trauerhalle dient.
Der Vorplatz wird im Osten durch eine neue Urnennischenwand begrenzt.
Der Eberstädter Friedhof wurde mehrfach erweitert.
Die Rechtecksform des Friedhofs wurde zunächst beibehalten.
Einige Wege wurden durch Lindenbäume als Alleen ausgeführt.
Später wurde die Rechteckform aufgegeben.
Die neuesten Erweiterungen erhielten eine geschwungene Wegführung;
das zum Frankenstein hin ansteigende Gelände zwang dazu.
Heute präsentiert sich der Eberstädter Friedhof als ein parkähnliches Areal inmitten einer dichten Bebauung.

## Denkmäler

### Denkmal für die Gefallenen des Ersten Weltkriegs
Ca. 20 Meter südlich des alten Haupteingangs steht ein Denkmal, das an die Gefallenen des Ersten Weltkriegs erinnert.
Wahrscheinlich wurde das Denkmal in der Zwischenkriegszeit errichtet.
Das Denkmal besteht aus einem Granit-Quader mit aufgesetzter Granit-Pyramide.
Auf der Vorderseite befindet sich ein Relief, das eine kniende Frauengestalt zeigt. Auf der Rückseite befindet sich ein Relief, das eine stehende Männergestalt zeigt. Links und rechts der Reliefs befinden sich je eine Bronzeplatte mit den Namen der gefallenen Eberstädter Soldaten.

### Denkmal für die Gefallenen des Zweiten Weltkriegs
Ca. 150 Meter weiter südlich befindet sich ein Denkmal, das an die Gefallenen des Zweiten Weltkriegs erinnert.
Dieses besteht aus einem rötlichen Naturstein.
Das Denkmal wurde nach dem Zweiten Weltkrieg errichtet und steht inmitten von Soldatengräbern.